# Body Melt
Body Melt è un film 1993 diretto da Philip Brophy.
Si tratta di una commedia dell'orrore australiana del sottogenere melt movie. È una satira dell'ossessione per la salute fisica.

## Trama
Il ricercatore chimico Ryan scappa da un piccolo centro rurale e muore schiantandosi con l'automobile in un parcheggio del quartiere di Pebbles Court a Homesville, sobborgo di Melbourne. Mentre l'investigatore Sam Phillips e il suo collega Johnno cominciano a investigare sulla morte dell'uomo, il cui corpo è stranamente deteriorato, i residenti del quartiere ricevono gratuitamente per posta il Vimuville, spacciato per un integratore dietetico in pillole. Il farmaco ha però dei devastanti effetti collaterali: provoca negli esseri umani mutazioni grottesche, allucinazioni sfrenate e lo scioglimento delle carni. Gli abitanti di Pebbles Court, infatti, stanno facendo inconsapevolmente da cavia a un esperimento farmaceutico, orchestrato dal dottor Carrera, direttore di una SPA locale, che porterà alla distruzione della piccola comunità.